# Назаров Юрій Володимирович
Ю́рій Володи́мирович Наза́ров (рос. Ю́рий Влади́мирович Наза́ров; нар. 5 травня 1937, Новосибірськ, Російська РФСР) — радянський і російський актор. Народний артист РРФСР (1984).

## Життєпис
Народився  5 травня 1937 року.
Закінчив Театральне училище ім. Б. Щукіна (1960). Працював у театрах, викладав у Всесоюзному державному інституті кінематографії (1996—1998).

## Фільмографія
Знявся у 136 фільмах, у тому числі:
- 1961: «У важкий час»
- 1965: «Прощання слов'янки»
- 1965: «Ніссо»
- 1969: «Останні канікули»
- 1969: «Червоний намет» — Анатолій Алексєєв
- 1970: «Коли розходиться туман» — Михайло Худоногов
- 1972: «Несподівані радощі» — Олексій Грішин-Алмазов
- 1973: «Земля Санникова» — Губін
- 1975: «Роса» — Леонтій Павлович
- 1975: «Кавказький бранець» — Жилін
- 1976: «Псевдонім: Лукач» — фельдшер, людина в капелюсі
- 1977: «Борг» — Трифон, козак
- 1981: «Олександр Маленький» — Василь Акимич Хрищанович
- 1982: «Давай одружимося» — Микола Суворін
- 1984: «Подвійний обгін» — Іван Петрович
- 1985: «Координати смерті»
- 1987: «Команда «33»» — підполковник Нікітін
- 1987: «Врятуйте наші душі» — Валентин Павлович
- 1988: «Маленька Віра» — батько Віри
- 1990: «Уроки наприкінці весни» — Васильок, арештант

Знімався в українських фільмах:
- «Немає невідомих солдатів» (1965)
- «Білі хмари» (1968, син)
- «Що у Сеньки було» (1984, дід Савелій)
- «Повернення» (1986, т/ф, 2 с, Сорокін)
- «У Криму не завжди літо» (1987)
- «До розслідування приступити» (1987, «Наклеп»)
- «Зелений вогонь кози» (1988)
- «Війна» (1990, т/ф, 6 с.)

та ін.

## Громадянська позиція
У березні 2014 року підписав листа на підтримку політики президента Росії Володимира Путіна щодо російської військової інтервенції в Україну.
Фігурант бази даних центру «Миротворець» як особа, що становить загрозу національній безпеці України і міжнародному правопорядку.
Підтримав вторгнення Росії до України (2022).